# Березово-Вільховий заказник
Бере́зово-Ві́льховий за́казник — лісовий заказник місцевого значення в Україні. Розташований у межах Маневицького району Волинської області, на території Довжицької та Боровичівської сільських рад. 
Площа 338 га. Оголошений згідно з рішенням Волинської обласної ради від 12.03.2012 року, № 10/67. Перебуває у віданні ДП «Колківське ЛГ» (Граддівське л-во, кв. 37—39, 27). 
Створений з метою охорони частини лісового масиву — цінного природного комплексу із заболоченими ділянками, де в деревостані переважають береза і вільха. У трав'яному покриві зростають багно звичайне, пухівка піхвова, незабудка болотна. 
З фауни трапляються: лелека чорний, тетерук, видра річкова, що занесені до Червоної книги України та міжнародних природоохоронних списків. 